# Voto rogado
El voto rogado es una modalidad de sufragio en la que el elector potencial se ve obligado a «rogar» que le sea concedido el derecho a voto (generalmente, a alguna autoridad electoral). 
Aunque presenta ciertas similitudes con los procesos de inscripción al censo electoral que imponen algunos países para poder votar, se diferencia de estos por el hecho de que, en dicho supuesto, ninguna autoridad está facultada para negar el sufragio activo de los electores que se inscriben mientras que en el caso del voto rogado, aunque no se trate de una práctica habitual, en principio, eso sí puede ocurrir.
Su utilización es muy polémica pese a estar limitada, por lo general, a los electores residentes fuera de una circunscripción o sobre todo, de un país determinado. De hecho, en los últimos tiempos, la cuestión de los derechos civiles (incluidos, los políticos) de las poblaciones emigradas (también llamadas comunidades transnacionales) ha generado una línea de debate en la ciencia política.

## En España
Desde enero de 2011, los ciudadanos españoles residentes en el exterior, estaban obligados a «rogar» su voto. La reforma de algunos artículos de la legislación electoral española (pactada por el Partido Popular y el Partido Socialista Obrero Español, con apoyo externo de Convergencia i Unió) abrió la puerta a una práctica que, desde un primer momento (elecciones autonómicas de España de 2011) demostró tener unos acusados efectos en la participación electoral de los emigrantes y expatriados españoles: la abstención (que los detractores del voto rogado arguyen que es "inducida") creció en todas las consultas por encima del 90 % del censo.
Los problemas principales de esta práctica están ligados, no solo al «ruego» en sí, sino a la multiplicación de trámites para poder votar, a un acortamiento irracional de los tiempos (sobre todo, para los españoles que residen fuera de la Unión Europea, que es el caso de 2/3 de los expatriados) y a la práctica inexistencia de una publicidad institucional, didáctica y eficiente, que explique correctamente a los electores cómo deben proceder. Además, existe un agravio comparativo de facto, ya que toda esta situación, de momento, no la padecen los españoles residentes en el territorio nacional.
En las elecciones autonómicas andaluzas de marzo de 2015 hubo un 3,5 % de participación entre los emigrantes andaluces censados, de un total de 210 150 andaluces censados en el extranjero, tan solo votaron 7386.
En las elecciones europeas del 2014, solo participó un 1,84 % de los casi dos millones de censados en el extranjero. En las elecciones generales de noviembre del 2011 participó un 4,95 %, mientras que la participación de los expatriados en las elecciones generales del 2008, antes de la ley votó un 31,74 % de los censados.
Todos los órganos de la emigración, de todas las tendencias políticas, se han mostrado, desde siempre, contrarios a la aplicación del voto rogado fuera de España. No es casual: en los hechos, su introducción, ha complementado otra vieja problemática electoral del exterior: el sufragio pasivo. De hecho, como consecuencia de la existencia del Censo Electoral de Residentes Ausentes, los ciudadanos españoles del exterior, prácticamente nunca han podido escoger a representantes propios, que residan en el exterior, conozcan las problemáticas típicas de la expatriación y defiendan sus intereses. Resulta por lo tanto lógico que, desde que el voto rogado fue introducido, la exigencia de su anulación suela ir acompañada de la reivindicación de la introducción de circunscripciones exterioresen las distintas regiones mundiales con población española.
En septiembre de 2022 la Cortes Generales derogaron, por unanimidad, el sistema de voto rogado, a instancias de una proposición de ley presentada en febrero de 2021 por PSOE y Unidas Podemos.